# Aldemunde de Arriba
Aldemunde de Arriba es una aldea del municipio coruñés de Carballo en la parroquia de Aldemunde. Se encuentra en Galicia, España. En el 2019 tenía 62 habitantes, 32 hombres y 30 mujeres, según datos del Instituto Gallego de Estadística  (IGE).
| Gráfica de evolución demográfica de Aldemunde de Arriba entre 2000 y 2019 |
|                                                                           |
| Datos según el nomenclátor publicado por el INE y el IGE.                 |